# Кримінальний кодекс Франції (1810)
Кримінальний кодекс Наполеона, також відомий як Кримінальний кодекс 1810 року (фр. Code pénal), був одним з кодексів, прийнятих в Наполеонівській Франції. Він був запроваджений після Громадянського кодексу, більш відомого як Наполеонівський кодекс, який зазнав значних перетворень у французькому цивільному законодавстві.
Кримінальний кодекс 1810 року висвітлював кримінальне право та процедуру і застосовувався до злочинів, таких як крадіжка, вбивство та шахрайство. Він включав розуміння як злочинів, так і покарань, а також процедури здійснення кримінального правосуддя. Також цей кодекс впровадив суворе покарання для низки злочинів і був заснований на принципах ясності, точності та рівності всіх перед законом.
Цей кодекс мав значний вплив на розвиток кримінального законодавства у багатьох інших європейських країнах, включаючи країни, що були під контролем або під впливом Наполеонівської імперії. Однак впродовж 19-го та 20-го століть він зазнав численних змін та реформ.

## Історія
Початковий крок до створення нового, цілісного французького цивільного кодексу був зроблений у липні 1800 року, коли перший консул Наполеон Бонапарт призначив комісію з чотирьох осіб у складі Порталіса, Тронше, Біго де Преамнену та Мальвіля для розробки проекту. До прийняття Кодексу Наполеона Франція не мала єдиного зводу законів; право складалося переважно з місцевих звичаїв, які іноді були офіційно зібрані в «кутюми» (coutumes), зокрема, Паризький звичай. Існували також винятки, привілеї та спеціальні хартії, надані королями або іншими феодалами. Під час Революції останні залишки феодалізму були скасовані. Кримінальне право, зокрема, було джерелом великих суперечок під час Французької революції, в результаті якої було прийнято Кримінальний кодекс 1791 року та численні конституції. Новий Кримінальний кодекс мав замінити різні закони, прийняті протягом перших десяти років революції, основою яких були Кримінальний кодекс 1791 року та Кодекс про злочини та покарання 1795 року. Важливою особливістю цих двох текстів, які з'явилися після століть безжальної суворості, було встановлення фіксованих покарань, щоб залишити за суддею суто розподільчу роль, а отже, усунути небезпеку свавільного винесення вироку. Однак у Кримінальному кодексі 1810 року покарання були визначені в певному діапазоні, що дозволило суддям більш вільно вирішувати питання про суворість покарання.
Як і Кримінальний кодекс 1791 року, Кримінальний кодекс 1810 року не включав релігійні злочини, такі як єресь, содомія чи богохульство, тим самим легалізуючи їх шляхом бездіяльності. Однак аборти були заборонені, а дружинам було важче подати на розлучення, ніж чоловікам.
Кримінальний кодекс 1810 року двічі переглядався: один раз дуже суттєво в 1832 році, другий, набагато більш обмежений перегляд відбувся в 1863 році[. 
1974 року розпочалася розрбка проекту нового кримінального кодексу, але він завершений тільки 1994 року.